# Gummi Tarzan (film)
Gummi Tarzan er en spillefilm fra 1981, instrueret af Søren Kragh-Jacobsen efter Ole Lund Kirkegaard børnebog Gummi-Tarzan fra 1975.
Filmen modtog tre Bodilpriser for hhv. bedste film, bedste mandlige hovedrolle (Otto Brandenburg) og bedste mandlige birolle (Peter Schrøder). I 1982 vandt filmen UNICEF's nyindstiftede børnefilmpris.
Gummi-Tarzan er sidenhen blevet optaget i Kulturkanonens børnekanon.

## Medvirkende
- Alex Svanbjerg - Ivan Olsen
- Peter Schrøder - Ivans far
- Susanne Heinrich - Ivans mor
- Jens Okking - Gymnastiklærer
- Kjeld Løfting - Klasselærer
- Terese Damsholt - Lærer
- Hans Hansen - Lærer
- Hardy Rafn - Havneboss
- Kirsten Rolffes - Hundedame
- Lone Kellermann - Kassedame
- Ole Thestrup - Elevatormand
- Hans Kragh-Jacobsen - EDB-chef
- Otto Brandenburg - Ole, kranfører
- Bent Warburg - Arbejdsmand
- Søren Sjøgreen - Tarzan
- Helle Ryslinge - Jane